# Walter Goehr
Pour les articles homonymes, voir Goehr.
Répertoire
- Sérénade pour ténor, cor et cordes de Benjamin Britten

Walter Goehr (né à Berlin le 28 mai 1903, décédé à Sheffield, le 4 décembre 1960) est un compositeur et chef d'orchestre allemand naturalisé anglais.

## Biographie
Goehr est né à Berlin où il a étudié d'abord avec Ernst Krenek puis à l'Académie des arts avec Arnold Schoenberg et s'est lancé dans une carrière de chef d'orchestre en travaillant pour la Radio de Berlin de 1925 à 1932. Il est forcé comme juif de chercher un emploi en dehors de l'Allemagne et se fixe en Angleterre en 1933 sous le nom de Georg Walter jusqu'en 1948. Il a travaillé pour la Columbia Record Company (1933-39). En 1937, il a dirigé l'Orchestre philharmonique de Londres dans le premier enregistrement de la Symphonie en ut de Bizet.
Il était l'un des nombreux musiciens d'origine européenne et de grande formation recrutés par Michael Tippett pour faire partie du personnel enseignant du Collège Morley (en) de 1943 à 1960. En plus d'enseigner la composition, il a également formé des élèves à la direction d'orchestre, dont l'une était la jeune Wally Stott, plus tard connue comme Angela Morley.
Entre 1946 et 1949 il a été chef de l'Orchestre du Théâtre de la BBC (le prédécesseur de l'actuel Orchestre symphonique de la BBC) et il a dirigé la plupart des orchestres de Londres. 
Goehr a effectué de nombreuses créations importantes à Morley, dont la première représentation britannique des Vespro della Beata Vergine de Monteverdi. En 1952, il a réalisé le premier enregistrement de L'incoronazione di Poppea de Claudio Monteverdi, conduisant de l'Orchestre de la Tonhalle de Zurich lors d'une représentation sur scène. La Version LP a été publiée en 1954 et a remporté un Grand Prix du Disque en 1954.
Il a créé la Sérénade pour ténor, cor et cordes de Benjamin Britten (15 octobre 1943). De même il a créé A Child of Our Time de Michael Tippett le 19 mars 1944, à Londres. Il a conduit la première britannique de la Turangalîla-Symphonie d'Olivier Messiaen en 1953. 
Il est mort à l'hôtel de ville de Sheffield, Royaume-Uni, le 4 décembre 1960 immédiatement après la fin d'une exécution du Messie de Haendel.
Son fils Alexander Goehr est un compositeur qui vit au Royaume-Uni.

## Œuvres
Sa première œuvre à être couronnée de succès a été Malpopita en 1931, un opéra spécialement conçu pour être radiodiffusé. Cette œuvre a été créée à Berlin le 6 mai 2004, à Prenzlauer Berg.
En 1942, il a fait une nouvelle orchestration de la suite pour piano, les Tableaux d'une exposition de Modeste Moussorgski, comprenant une partie de piano auxiliaire. En 1946, il a orchestré un certain nombre de pièces pour piano de Moussorgski dans une suite pour orchestre Pictures from the Crimea. En 1947, Goehr a composé la musique pour le film à succès Les Grandes Espérances, réalisé par David Lean. Il a également écrit la musique de David Golder, film français réalisé par Julien Duvivier, sorti en 1931, celle de Voyage au-delà des vivants, film de Gottfried Reinhardt, sorti en 1954. Il a écrit plusieurs autres musiques de films. Il était également bien connu comme chef d'orchestre de musiques de films, dont A Canterbury Tale, pour lequel son ami Allan Gray avait composé la musique.
Il a effectué de nouvelles éditions des Vespro della Beata Vergineet de L'incoronazione di Poppea de Claudio Monteverdi.

## Discographie
Il a effectué de nombreux enregistrements pour la Guilde Internationale du Disque, dont une remarquable interprétation de la 9e symphonie de Beethoven.
- Bizet, Suite de l'Arlésienne (1957, Guilde du Disque)
- Moussorgsky - Ravel, Tableaux d'une exposition, Orchestre Philharmonique Néerlandais (1957, Guilde du Disque)
- Bruckner, Symphonie no 3 - Orchestre de la radio des Pays-Bas (1954, LP Concert Hall Society) (OCLC 4925529)
- Malpopita - Thorsten Hennig (Adam Schikedanz), Lilia Milek (Evelyne), Axel Herrig (Piet Hein), Klaus Wegener (Steuermann Richard), Tobias Hagge (Kapitän Parker), Daniel Syeiner (Jim), Markus Kopp (Jack) ; Komische Oper Berlin, dir. Jin Wang (mai 2004, Cappricio) (OCLC 62899530)